# Heinrich I. (Zweibrücken)
Heinrich I. von Zweibrücken († 1228) war der erste Graf der zwischen 1182 und 1190 aufgrund einer Erbteilung der Grafschaft Saarbrücken neu entstandenen Grafschaft Zweibrücken.

## Leben
Heinrich war der jüngere von zwei Söhnen des Grafen von Saarbrücken, Simon I., zu dessen Gebiet auch die Burg Zweibrücken gehörte. Während Simon II. als der Ältere mit Saarbrücken bedacht wurde, erhielt Heinrich als der Jüngere die östlichen Gebietsteile mit Zweibrücken sowie Linder, Saargemünd und Mörsberg. Außerdem gehörten zur Grafschaft Zweibrücken noch Gebietsteile bei Worms.
Urkundlich erstmals als Graf von Zweibrücken in Erscheinung tritt Heinrich im Jahr 1190 durch die Beurkundung eines Vertrages mit König Heinrich VI. Darin verkaufte er die Vogtei Dirmstein an das Reich. 1198 schloss er mit dem Abt Wernher des Klosters Hornbach einen Tauschvertrag, der den "Gutinberg" und den "Ruprehtisberc" einbrachte. Auf ersterem entstand dann die Burg Lemberg. In den folgenden Jahrzehnten war Heinrich verschiedentlich Beteiligter oder Zeuge bei Beurkundungen und in der Reichspolitik, so 1211 bei der Bestätigung der Rechte der Stadt Straßburg durch Kaiser Otto IV., ausgestellt im Lager bei Barletta. 1224 begleitete er König Heinrich (VII.) nach Toul zu Verhandlungen mit dem französischen König Ludwig VIII.
Graf Heinrich übernahm in sein Wappen zwar als Verweis auf die Saarbrücker Herkunft einen Löwen, dieser war jedoch rot mit blauer Zunge in goldenem Schild.

## Familie
Heinrich war verheiratet mit Hedwig von Lothringen, Tochter von Herzog Friedrich I. von Lothringen. Der Sohn Heinrich, genannt der Streitbare, wurde Nachfolger als Graf von Zweibrücken. Die Tochter Agnes wurde mit Graf Ludwig von Saarwerden vermählt, die Tochter Jutta mit Dietrich, genannt der Ältere, von Isenburg, Sohn von Bruno I. von Isenburg-Braunsberg.

## Belege
1. ↑  Pöhlmann 1962, S. 5, Regest Nr. 12
2. ↑  Pöhlmann 1962, S. 9, Regest Nr. 23
3. ↑  Pöhlmann 1962, S. 15, Regest Nr. 41
4. ↑  Pöhlmann 1962, S. 25, Regest Nr. 76
5. ↑  Pöhlmann 1962, S. XLI, Stammbaum

| Vorgänger              | Amt                            | Nachfolger   |
| ---------------------- | ------------------------------ | ------------ |
| Simon I. (Saarbrücken) | Graf von Zweibrücken 1190–1228 | Heinrich II. |

| Personendaten    | Personendaten                          |
| ---------------- | -------------------------------------- |
| NAME             | Heinrich I.                            |
| ALTERNATIVNAMEN  | Heinrich I. von Zweibrücken            |
| KURZBESCHREIBUNG | erster Graf der Grafschaft Zweibrücken |
| GEBURTSDATUM     | 12. Jahrhundert                        |
| STERBEDATUM      | 1228                                   |